# Плачинда Сергій Петрович
Сергі́й Петро́вич Плачи́нда, літературний псевдонім Сергій Кожухар (18 червня 1928 — 7 вересня 2013) — український письменник. Прозаїк, публіцист, критик, член Спілки письменників України (1960).

## Біографія

Меморіальна дошка Сергію Плачинді в Києві

### Ранні роки
Народився 18 червня 1928 р. на Кіровоградщині (хутір Шевченко) в родині селянина.
Свідок Голодомору, пережив німецьку окупацію. Пережив його на Кіровоградщині, в селі Масляниківка. У червні 1933-го йому виповнилося п'ять років. Із дітей з усього села в живих лишилося двоє: він і сусідська дівчинка. Від смерті їх оберігали всім селом. У Масляниківці навіть шкільні вчителі всі вимерли: нікуди і нікому було йти до школи.
Поруч із Масляниківкою було три села Каменівка[уточнити], Клинці й Покровське, де жили майже всі росіяни. Вони переселилися туди ще за часів Катерини II. У тих селах була російська школа, російська мова. Батько Сергія знайшов там роботу, і вони з матір'ю теж туди переїхали. Там голоду не було.

### Навчання
Працював токарем у механічних майстернях радгоспу, пізніше — співробітником Кіровоградської районної газети, водночас учився в середній школі.
У 1953 р. закінчив філологічний факультет Київського державного університету, а потім аспірантуру при Інституті літератури ім. Т. Г. Шевченка АН УРСР, де й надалі працював науковим співробітником.

### Творча кар'єра
Його перу належать літературознавчі монографії «Композиція і характери в новелах Ю. Яновського» (1957), «Майстерність Ю. Яновського» (1969) та перша в постсталінській Україні книга про Олександра Довженка (1964). Сергій Плачинда був також першопублікатором доти невідомих «Щоденників» Довженка. 1960 р. за ініціативою Миколи Шамоти звільнений «за український націоналізм».
З 1948 р. співпрацював із республіканськими газетами та журналами, друкуючи нариси й оповідання. У 1959 р. вийшли в світ його книжка оповідань та нарисів «Кам'яна веселка» і повість «Таня Соломаха». Плачинді також належать книжка-нарис «Брати Місяця» (1959) про творчий чин геніального українського конструктора космічних кораблів Ю. Кондратюка-Шаргея.
1968 р. побачила світ книга історичних повістей «Неопалима купина» (художньо осмислюються постаті Роксолани, Галшки Гулевичівни, Артема Веделя, Максима Березовського, Теофана Прокоповича), яка згодом була вилучена з бібліотек і продажу за «націоналістичний ухил».
У 1980 році був редактором відділення публіцистики журналу «Київ». Пропрацював один день.
Працював у редакції «Літературної України», у видавництві «Молодь». В останні роки життя працював старшим науковим співробітником Національного науково-дослідного інституту українознавства та всесвітньої історії. Досліджував праісторію та найдавнішу міфологію України.

### Громадська та політична діяльність
Брав активну участь у діяльності Народного Руху України. Засновник і перший голова Української селянської демократичної партії.
За словами дочки Сергія Плачинди, журналістки Галини Плачинди її батько був серед перших, хто в Україні намагався говорити про Голодомор. У 1947-му році в газеті «Кіровоградська правда» оголосили конкурс на найкраще оповідання. Сергі́й Плачинда написав три: два про війну, а третє — про свого діда Максима. Його розкуркулили, і в 1933-му він поїхав у Єлисаветград роздобути для онука шматок хліба. Діда по дорозі зарізали і з'їли. Публікації оповідання він тоді не дочекався. Напише про це знову через півстоліття. У 2020 році спогади Сергія Плачинди разом зі спогадами інших свідків Великого Голоду увійшли до книги «Пам'ять роду», виданої Українським інститутом національної пам'яті.

## Вшанування пам'яті
17 жовтня 2019 року на будинку по вул. Олеся Гончара, 52, де жив С. П. Плачинда з 1982 по 2013 рр., відкрито меморіальну дошку.

## Творчість
Автор повістей «Синьоока сестра» (1962), «Де лани широкополі» (1963), «Дума про людину» (1974), «Взяти на себе» (1981), книжок нарисів «Кам'яна веселка» «Степові невгомони» (1962), «Там, де тихая Вись» (1977), «Хліб і совість»; публіцистичних роздумів «Куди йдемо?» (1989); книжки казок для дітей «Мандрівець із Піщаної Галявки» (1967), книги історичних повістей «Київські фрески» (1982), «Козаки в Дюнкерку» (2003), «Козак — душа правдивая» (2004); книжок повістей та документальних оповідань «Ніч перед стартом» (1971); романів «Степова сага» (1977), «Шуга» (1986) і біографічних романів «Олександр Довженко» (1980), «Юрій Яновський» (1986), «Ревучий» (1986), «Балада про степовика» (1987). Упорядник книги «Довженко і світ. Творчість Довженка в контексті світової культури» (1984).
Лауреат літературної премії ім. Івана Кошелівця за 2001 рік.

## Твори з давньої міфології та їхня критика
Також Сергій Плачинда є автором «Словника давньоукраїнської міфології» (1993), книжок «Міфи і легенди Давньої України» (2006), «Лебедія. Як і коли виникла Україна» (2005), «Як українські міфи по світу розійшлися» (2009), згідно з якими історія українського народу починається від часів Мізинської стоянки (20-15 тисяч років до н. е.)), пращурами українців є трипільці та інші ідеї.
Науковці в галузі історії України загалом оцінюють тексти Сергія Плачинди як непрофесійні, аматорські, не засновані на історичних та археологічних дослідженнях.
Кандидат історичних наук Олексій Кузьмук називає Сергія Плачинду «автором міфологічного напряму» через його концепцію давньої історії українців. Історик Сергій Гірік оцінює книжки Плачинди як ненаукові чи псевдонаукові фантазії на тему давньоукраїнських міфів. Доктор історичних наук Наталія Яковенко вважає Плачинду «аматором», а його історичні концепції називає «абсурдними ідеями». Ідеї Плачинди щодо походження українців від носіїв трипільської культури археолог Наталя Бурдо і доктор історичних наук Сергій Сегеда називають псевдонауковими чи «романтично-казковими».
У своїх роботах Сергій Плачинда зневажливо ставився до своїх критиків з числа науковців, називаючи їх «космополітами», «шовіністами», «малоросами».

## Сім'я
- Батько Плачинда Петро Максимович (1897—1981) — хлібороб, агроном;
- мати Марія Федосіївна (1905—1956) — селянка;
- дружина Ганна Василівна (1928—2012) — філолог, коректор;
- син Плачинда Володимир Сергійович (1955) — кандидат історичних наук, сходознавець, дипломат, тимчасовий повірений у справах України в Саудівській Аравії;
- дочка Марія Сергіївна (1958—2006) — філолог, кандидат філологічних наук, доцент НТУ «Київський політехнічний інститут»;
- дочка Галина Сергіївна (1967) — журналістка.
- брат Плачинда Володимир Петрович (1938—2002) — український мовознавець, історик, шевченкознавець.